# Liste des circonscriptions législatives de la Moselle
Le département français de la Moselle est, sous la Cinquième République, constitué de huit circonscriptions législatives de 1958 à 1986, de dix circonscriptions après le redécoupage électoral de 1986 puis de neuf circonscriptions depuis le redécoupage de 2010, entré en application à compter des élections législatives de 2012.

## Présentation
Par ordonnance du 13 octobre 1958 relative à l'élection des députés à l'Assemblée nationale, le département de la Moselle est d'abord constitué de huit circonscriptions électorales. 
Lors des élections législatives de 1986 qui se sont déroulées selon un mode de scrutin proportionnel à un seul tour par listes départementales, le nombre de sièges de la Moselle a été porté de huit à dix.
Le retour à un mode de scrutin uninominal majoritaire à deux tours en vue des élections législatives suivantes, a maintenu ce nombre de dix sièges,, selon un nouveau découpage électoral.
Le redécoupage des circonscriptions législatives réalisé en 2010 et entrant en application à compter des élections législatives de juin 2012, a modifié le nombre et la répartition des circonscriptions de la Moselle, réduit à neuf du fait de la sur-représentation démographique du département.

## Composition des circonscriptions

### Composition des circonscriptions en 1815
Il s'agit de l'élection de mai 1815 de la Chambre des Représentants qui suit le retour de Napoléon 1er. 4 députés sont élus au scrutin uninominal à trois tours. 
Metz : cantons de Gorze, Verny, Pange, Faulquemont, Boulay, Vigy, 1er, 2ème et 3ème cantons de Metz. 
Briey : cantons de Conflans, Briey, Audin-le-Roman, Longwy, Longuyon.
Sarreguemines : cantons de Grostenquin, Sarralbe, Saint-Avold, Rohrbach, Bitche, Volmunster, Sarreguemines, Forbach, Sarrebrück et Saint-Jean désormais en Allemagne.  
Thionville : cantons de Thionville, Cattenom, Sierck, Metzervisse, Bouzonville, Rellingen et Sarrelouis désormais en Allemagne. 
A l'échelle du département, trois sièges supplémentaires sont élus au scrutin plurinominal à trois tours.

### Composition des circonscriptions de 1815 à 1820
Sept puis quatre députés sont élus sur une circonscription unique départementale mais via deux collèges électoraux (arrondissement et département entier). 

### Composition des circonscriptions de 1820 à 1831
La Moselle élit en tout sept députés selon deux modes de scrutin.
1ère : cantons de Conflans, Briey, Audin-le-Roman, Longwy, Longuyon. 
2ème : cantons de Thionville, Metzervisse, Bouzonville, Sierck, Cattenom.
3ème : cantons de Gorze, Verny, Vigy, 1er, 2ème et 3ème cantons de Metz.
4ème : cantons de Pange, Boulay, Faulquemont, Saint-Avold, Sarralbe, Forbach, Sarreguemines, Rohrbach, Bitche, Volmunster.
Les trois autres députés sont élus à l'échelle du département. Dans les deux cas, c'est un scrutin majoritaire à trois tours qui est utilisé. 

### Composition des circonscriptions de 1831 à 1848
Le mode de scrutin est uninominal majoritaire à trois tours. 
1ère : 1er et 2ème cantons de Metz.
2ème : canton de Vigy, 3ème canton de Metz
3ème : cantons de Gorze, Verny, Pange, Fauqluemont, Boulay.
4ème : cantons de Thionville, Cattenom, Sierck, Metzervisse, Bouzonville.
5ème : cantons Conflans, Briey, Audin-le-Roman, Longwy, Longuyon.
6ème : cantons de Bitche, Rohrbach, Volmunster, Sarreguemines, Grostenquin, Sarralbe, Saint-Avold, Forbach. 

### Composition des circonscriptions de 1848 à 1852
Le département unique est utilisé pour un scrutin proportionnel de liste à deux tours élisant de onze à neuf députés.

### Composition des circonscriptions de 1852 à 1870
Sur l'ancien département de la Moselle, avant l'annexion allemande, il existait trois circonscriptions sur cette période pour des députés élus au scrutin uninominal majoritaire à deux tours.
1ère : cantons de Gorze, 1er, 2ème et 3ème cantons de Metz, Vigy, Verny, Pange, Boulay.
2ème : cantons de Thionville, Metzervisse, Bouzonville, Sierck, Cattenom, ainsi que les cantons de la future Meurthe-et-Moselle formée après l'annexion, de Conflans, Briey, Audin-le-Roman, Longwy et Longuyon.
3ème : cantons de Faulquemont, Grostenquin, Sarralbe, Saint-Avold, Forbach, Sarreguemines, Volmunster, Rohrbach, Bitche. 
NB : en 1869, le canton de Faulquemont est déplacé de la 3ème vers la 1ère circonscription. 

### Composition des circonscriptions de 1919 à 1928
Il s'agit d'une circonscription unique départementale de huit sièges élus au scrutin proportionnel à deux tours. 

### Composition des circonscriptions de 1928 à 1940
Les élections de 1928 marquent le retour au scrutin uninominal majoritaire à deux tours. La Moselle compte alors neuf sièges pour neuf circonscriptions.
Metz-1 : cantons de Metz-Campagne (partie située sur la rive gauche de la Moselle), Gorze (futur Ars-sur-Moselle), 1er et 2ème cantons de Metz.
Metz-2 : canton de Metz-Campagne (partie située sur la rive droite de la Moselle), de Verny, Vigy, Pange, 3ème canton de Metz.
Château-Salins : cantons de Delme, Château-Salins, Dieuze, Vic-sur-Seille, Grostenquin, Albestroff.
Sarrebourg : cantons de Fénétrange, Sarrebourg, Réchicourt, Lorquin, Phalsbourg.
Sarreguemines : cantons de Sarreguemines, Volmunster, Bitche, Rohrbach. 
Forbach : cantons de Forbach et Sarralbe.
Boulay : cantons de Boulay, Saint-Avold, Fauqluemont, Bouzonville.
Thionville-Est : cantons de Sierck, Metzervisse, Cattenom, Thionville.
Thionville-Ouest : cantons de Fontoy, Hayange, Moyeuvre-Grande. 

### Composition des circonscriptions de 1945 à 1958
Durant cette période le département est une circonscription unique de sept sièges.

### Composition des circonscriptions de 1958 à 1986

Carte des circonscriptions de la Moselle de 1958 à 1986

À compter de 1958, le département de la Moselle comprend huit circonscriptions.
- 1re circonscription : canton d'Ars-sur-Moselle, canton de Metz-Ville-1, canton de Metz-Ville-2 (divisé en 1982 en deux, dont le canton de Metz-Ville-4), et la partie située sur la rive gauche de la Moselle de l'ancien canton de Metz-Campagne, divisé à partir de 1967 en plusieurs cantons. Progressivement, la 1re circonscription comprend donc les canton de Rombas, de Woippy, de Marange-Silvange, et de Maizières-lès-Metz.
- 2e circonscription : canton de Metz-Ville-3, canton de Pange, canton de Verny, canton de Vigy et la partie située sur la rive droite de la Moselle de l'ancien canton de Metz-Campagne. À partir de 1967 la deuxième circonscription comprend donc le canton de Montigny-lès-Metz.
- 3e circonscription : canton de Fontoy, canton de Hayange, canton de Moyeuvre-Grande. À partir de 1967, ces cantons sont divisés en plusieurs. Progressivement, la 3e circonscription comprend donc les canton de Florange, d'Algrange, et de Fameck.
- 4e circonscription : canton de Cattenom, canton de Metzervisse, canton de Sierck-les-Bains, canton de Thionville. Ce dernier est divisé progressivement à partir de 1967 par le canton de Yutz, le canton de Thionville-Est et le canton de Thionville-Ouest.
- 5e circonscription : canton de Boulay-Moselle, canton de Bouzonville, canton de Faulquemont, canton de Saint-Avold. À partir de 1967, la 5e circonscription comprend le canton de Freyming-Merlebach par division de celui de Saint-Avold. Ce dernier est à nouveau divisé en deux en 1985, et la circonscription comprend donc le canton de Saint-Avold-1 et Saint-Avold-2.
- 6e circonscription : canton de Grostenquin, canton de Sarralbe, canton de Forbach. En 1967, ce dernier est divisé en deux pour former les cantons de Forbach-1 et Forbach-2. Ils seront remodelés en 1982 et la 6e circonscription comprend donc les canton de Forbach, de Behren-lès-Forbach, et de Stiring-Wendel.
- 7e circonscription : canton de Bitche, canton de Rohrbach-lès-Bitche, canton de Volmunster, canton de Sarreguemines. Ce dernier sera divisé en 1985 par le canton de Sarreguemines-Campagne.
- 8e circonscription : canton d'Albestroff, canton de Château-Salins, canton de Delme, canton de Dieuze, canton de Fénétrange, canton de Lorquin, canton de Réchicourt-le-Château, canton de Sarrebourg, canton de Vic-sur-Seille, canton de Phalsbourg.

### Composition des circonscriptions de 1986 à 1988
Le scrutin est proportionnel de liste dans lequel le département constitue une seule circonscription législative, avec 10 sièges de députés.

### Composition des circonscriptions de 1988 à 2012

Carte des circonscriptions de la Moselle de 1986 à 2012

À compter du découpage de 1986, le département de la Moselle comprend dix circonscriptions regroupant les cantons suivants :
- 1re circonscription : Maizières-lès-Metz, Marange-Silvange, Metz-I, Woippy.
- 2e circonscription : Ars-sur-Moselle, Metz-IV, Montigny-lès-Metz (sauf communes de Chieulles, Mey, Saint-Julien-lès-Metz, Vantoux (Moselle) et Vany), Verny.
- 3e circonscription : Metz-II, Metz-III, Pange, Vigy.
- 4e circonscription : Albestroff, Château-Salins, Delme, Dieuze, Fénétrange, Lorquin, Phalsbourg, Réchicourt-le-Château, Sarrebourg, Vic-sur-Seille.
- 5e circonscription : Bitche, Rohrbach-lès-Bitche, Sarralbe, Sarreguemines, Sarreguemines-Campagne, Volmunster.
- 6e circonscription : Behren-lès-Forbach, Forbach, Freyming-Merlebach, Stiring-Wendel.
- 7e circonscription : Boulay-Moselle, Faulquemont, Grostenquin, Saint-Avold-I, Saint-Avold-II.
- 8e circonscription : Bouzonville, Fameck, Metzervisse, Rombas.
- 9e circonscription : Cattenom, Sierck-les-Bains, Thionville-Est, Thionville-Ouest, Yutz.
- 10e circonscription : Algrange, Florange, Fontoy, Hayange, Moyeuvre-Grande.

### Composition des circonscriptions à compter de 2012
Depuis le nouveau découpage électoral, le département comprend neuf circonscriptions regroupant les cantons suivants :
- 1re circonscription : Maizières-lès-Metz, Marange-Silvange, Metz-III (partie non comprise dans la 3e circonscription), Rombas, Woippy
- 2e circonscription : Ars-sur-Moselle, Metz-IV, Montigny-lès-Metz (sauf communes de Chieulles, Mey, Saint-Julien-lès-Metz, Vantoux (Moselle) et Vany), Verny.
- 3e circonscription : Metz-I, Metz-II, Metz-III (sauf la partie située à l'ouest de la voie ferrée de Nancy à Thionville), Pange, Vigy, communes de Chieulles, Mey, Saint-Julien-lès-Metz, Vantoux et Vany
- 4e circonscription : Albestroff, Château-Salins, Delme, Dieuze, Fénétrange, Grostenquin, Lorquin, Phalsbourg, Réchicourt-le-Château, Sarrebourg, Vic-sur-Seille
- 5e circonscription : Bitche, Rohrbach-lès-Bitche, Sarralbe, Sarreguemines, Sarreguemines-Campagne, Volmunster.
- 6e circonscription : Behren-lès-Forbach, Forbach, Freyming-Merlebach, Stiring-Wendel.
- 7e circonscription : Boulay-Moselle, Bouzonville, Faulquemont, Saint-Avold-I, Saint-Avold-II
- 8e circonscription : Algrange, Fameck, Florange, Fontoy, Hayange, Moyeuvre-Grande, commune de Terville
- 9e circonscription : Cattenom, Metzervisse, Sierck-les-Bains, Thionville-Est, Thionville-Ouest, Yutz (sauf commune de Terville)

À la suite du redécoupage des cantons de 2014, les circonscriptions législatives ne sont plus composées de cantons entiers mais continuent à être définies selon les limites cantonales en vigueur en 2010. Les circonscriptions sont ainsi composées des cantons actuels suivants :
- 1re circonscription : cantons de Metz-1 (quartiers Centre-ville et Ancienne Ville), Metz-3 (quartier Nouvelle Ville), Montigny-lès-Metz (sauf communes de Marly et Montigny-lès-Metz), Rombas et Le Sillon Mosellan, communes de Lorry-lès-Metz et Moulins-lès-Metz.

- 2e circonscription : cantons des Coteaux de Moselle, Faulquemont (16 communes), Metz-2 (quartiers Les Bordes, Borny, La Grange aux Bois, Grigy et Vallières), Metz-3 (quartier de Queuleu), Le Pays messin (9 communes) et le Saulnois (7 communes), communes de Marly et Montigny-lès-Metz.

- 3e circonscription : cantons de Faulquemont (12 communes), Metz-1 (quartiers Les Isles, Devant-les-Ponts, Metz Nord et la Patrotte), Metz-2 (quartiers Plantières et Bellecroix), Metz-3 (quartiers Sablon et Magny) et du Pays messin (41 communes).

- 4e circonscription : cantons du Saulnois (128 communes), Phalsbourg, Sarralbe (31 communes) et Sarrebourg.

- 5e circonscription : cantons de Bitche, Sarralbe (17 communes) et Sarreguemines
- 6e circonscription : cantons de Forbach, Freyming-Merlebach (sauf commune de Hombourg-Haut) et Stiring-Wendel
- 7e circonscription : canton de Boulay-Moselle, Bouzonville (32 communes), Faulquemont (33 communes) et Saint-Avold, commune de Hombourg-Haut.
- 8e circonscription : cantons d'Algrange, Fameck et Hayange, commune de Terville
- 9e circonscription : cantons de Bouzonville (23 communes), Metzervisse et Yutz, commune de Thionville